# اکبر مشکین
اکبر مشکین (متولد ۱۳۰۴ – درگذشته ۱۳۵۶)، بازیگر سینمای ایران پیش از انقلاب ۱۳۵۷ بود. معروف‌ترین نقش او، ایفای نقش در فیلم آرامش در حضور دیگران ساخته ۱۳۴۹ است. وی از بزرگان تاریخ رادیو و یکی از ارکان اصلی رادیو، در سال‌های اوج رادیو و دههٔ ۱۳۴۰ و ۵۰ خورشیدی بوده‌است.
یکی از مهم‌ترین نمایش‌های رادیویی که اجرا کرده، نمایش مباشر خوش سلیقه است که در کنار اساتید رادیو چون مانی، مهدی علی‌محمدی، ثریا قاسمی و حیدر صارمی به ایفای نقش پرداخته‌است. تعدادی از نمایش‌های رادیویی که اکبر مشکین در آن‌ها گویندگی یا کارگردانی کرده‌است عبارت‌اند از، نهنگ سفید، نبرد آردن، سفر طولانی، کوپه شماره ۱۲، آسیاب بابا مرلیه، آوایی بر اوج قلب‌ها، همای سعادت، گلی از بوستان خدا، مردی که با خود بیگانه بود، قلب کوچک پریسا، یپرم و در راه هرات.

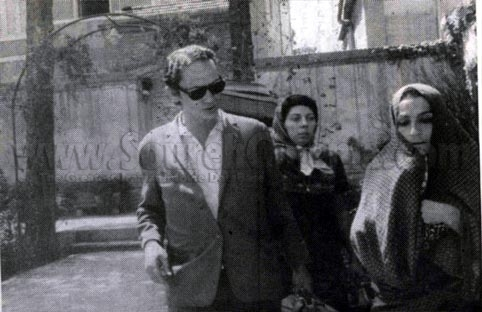
مهری مهرنیا (راست) - ثریا قاسمی (وسط) - اکبر مشکین (چپ) در فیلم آرامش در حضور دیگران

## فیلم‌شناسی

### سینمایی[۱]
1. سوته‌دلان (۱۳۵۶)
2. غریبه (۱۳۵۱)
3. فریاد (۱۳۵۰)
4. پایان تاریکی (۱۳۴۹)
5. آرامش در حضور دیگران (۱۳۴۹)
6. تجاوز (۱۳۴۹)
7. شوهر آهو خانم (۱۳۴۷)
8. لیلاج (۱۳۴۵)
9. خشت و آینه (۱۳۴۴)
10. خانه شیاطین (۱۳۳۴)
11. کینه (۱۳۳۳)

### تلویزیونی
- هردمبیل و هردم کلنگ
- گذر خلیل ده‌مرده